# Panoor
Panoor là một thị trấn thống kê (census town) của quận Kannur thuộc bang Kerala, Ấn Độ.

## Nhân khẩu
Theo điều tra dân số năm 2001 của Ấn Độ, Panoor có dân số 16.288 người. Phái nam chiếm 46% tổng số dân và phái nữ chiếm 54%. Panoor có tỷ lệ 82% biết đọc biết viết, cao hơn tỷ lệ trung bình toàn quốc là 59,5%: tỷ lệ cho phái nam là 83%, và tỷ lệ cho phái nữ là 81%. Tại Panoor, 12% dân số nhỏ hơn 6 tuổi.